# محمد الفاتح كريم
لواء أركان حرب محمد الفاتح كُريِّم (18 نوفمبر 1932 - 28 مارس 2013) قائد عسكري مصري شغل منصب قائد المنطقة الجنوبية العسكرية. من مواليد محافظة المنيا ويعتبر أحد الشخصيات البارزة التي شاركت في حرب أكتوبر وأحد أبطالها، حيث قاد معركة شرسة ضد جيش الاحتلال الإسرائيلي في منطقة جبل المر في سيناء عندما كان قائدًا للواء الثاني مشاة ميكانيكي بالفرقة 19 للجيش الثالث الميداني. تقديراً لدوره في معارك حرب أكتوبر أطلق اسمه «الفاتح» على «جبل المر» في سيناء، وكذلك على إحدى الفريقطات من نوع غوويند رقم (971) التي انضمت إلى القوات البحرية المصرية، كما مُنحّ وسام نجمة الشرف العسكرية.